# Parafia Matki Bożej Bolesnej w Gądkowie Wielkim
Parafia Matki Bożej Bolesnej w Gądkowie Wielkim – rzymskokatolicka parafia, położona w dekanacie Rzepin, diecezji zielonogórsko-gorzowskiej, metropolii szczecińsko-kamieńskiej, erygowana 1 czerwca 1951. 